# Thymopides grobovi
Thymopides grobovi е вид десетоного от семейство Омари (Nephropidae). Видът не е застрашен от изчезване.

## Разпространение
Разпространен е във Френски южни и антарктически територии (Кергелен) и Хърд и Макдоналд.